# Юран, Сергей Николаевич
Серге́й Никола́евич Юра́н (род. 11 июня 1969, Луганск) — советский и российский футболист, игравший на позиции нападающего, ныне — тренер.
Воспитанник ворошиловградской «Зари». Один из ярких футболистов киевского «Динамо» начала 1990-х — обладал отличным дриблингом, напористостью и голевым чутьём. В составе «Динамо» выиграл чемпионат и Кубок СССР, получил звание мастера спорта СССР международного класса. В 1991 году перебрался в Португалию, где играл за «Бенфику» и «Порту». За это время дважды выиграл чемпионат Португалии и один раз — Кубок. В 1992 году вместе с Жан-Пьером Папеном стал лучшим бомбардиром Лиги чемпионов. В 1995—1996 годах непродолжительное время выступал за московский «Спартак», английский «Миллуолл». Позже играл в Германии, в австрийском «Штурме».
На уровне сборных представлял три команды: СССР, СНГ и Россию. В составе молодёжной сборной СССР выиграл чемпионат Европы 1990. В 1992 году со сборной СНГ принял участие в чемпионате Европы, а через два года уже со сборной России сыграл на чемпионате мира. В обоих случаях команды Юрана не смогли преодолеть групповой этап.
После окончания карьеры игрока работает тренером, возглавлял российские команды и клубы из стран бывшего СССР.

## Ранние годы
Юран родился в Луганске Украинской ССР. Его отец работал водителем, мать — поваром в школе, семья жила бедно. Детство Сергея и его старшего брата Юрия проходило с деревянными игрушками. Самым ярким детским впечатлением будущего футболиста, по его словам, были подаренные родителями чёрные сапожки, которых Сергей ждал два года. В детстве Сергей целыми днями играл в футбол во дворе. Из-за этого он даже прогуливал уроки. Мать Сергея была весьма недовольна таким поведением сына, но Юран продолжал играть, и после шестого класса ему предложили перейти в спортинтернат. Когда он сказал об этой новости дома, отец занял нейтральную позицию, а мать была категорически против. В итоге старший брат Юрий втайне забрал из школы документы брата и отвёл его в спортинтернат. Родителям пришлось смириться с решением сына. Позднее Юран уточнял, что если бы не стал футболистом, то работал бы, как и отец, водителем, поскольку в детстве умел только две вещи — играть в футбол и водить автомобиль.

## Карьера игрока

### Клубная карьера

#### «Заря»
В возрасте 16 лет Сергей Юран был принят в ворошиловградскую «Зарю», игравшую тогда во второй лиге первенства СССР. Тренер «Зари» Александр Журавлёв проводил омоложение и обновление состава с целью наиграть молодых футболистов, способных в ближайшее время вернуть «Зарю» в первую лигу. В составе команды появился ряд молодых и перспективных игроков, среди которых был и Сергей Юран. 2 сентября 1985 года он дебютировал за клуб в матче с ужгородским «Закарпатьем», выйдя на замену на 80-й минуте вместо Игоря Фокина. На тот момент Юрану было 16 лет 2 месяца и 22 дня, он до настоящего времени является самым молодым игроком в истории клуба. 29 августа 1986 года Юран забил свой первый гол за клуб, открыв счёт в игре с хмельницким «Подольем» (победа 2:1), а уже через тур оформил дубль в матче с керченским «Океаном», «Заря» выиграла со счётом 4:1. В том же году «Заря» вернулась в первую лигу. Молодым нападающим заинтересовались селекционеры главной команды Украины — киевского «Динамо». Посоветовавшись со своим первым тренером Владиславом Проданцом, Юран решил не торопиться с переходом и набраться опыта.
4 апреля 1987 года Юран дебютировал в первой лиге: «Заря» отобрала очки у московского «Локомотива», сыграв вничью 1:1, а сам Юран провёл на поле все 90 минут. 6 июня Сергей провёл за «Зарю» первый в карьере кубковый матч против тернопольской «Нивы». Несмотря на гол Юрана, соперник одержал победу со счётом 3:2. После окончания сезона 1987 года тренерский штаб «Динамо» повторно пригласил Сергея на просмотр, и Юран прибыл в расположение команды. Помимо «Динамо» интерес к Юрану проявлял ЦСКА, однако представители московского клуба не успели встретиться с Сергеем — к моменту их приезда футболист уже находился в Киеве.

#### «Динамо» Киев
В основу «Динамо» пробиться шансов было немного, поэтому начинал играть в дубле «Динамо» с конца 1987 года. С первых же игр первенства дублёров 1988 года форвард громко заявил о себе — проведя на поле 6 игр, он забивал в каждой из них (всего 7 голов). Игроку дали шанс проявить себя и за основной состав — 1 апреля 1988 он сыграл против минского «Динамо» в игре на Кубок Федерации футбола СССР, где полудублирующий состав клуба безвольно уступил 0:2.
В 7-й игре первенства дублёров произошёл эпизод, едва не поставивший крест на карьере Юрана — 21 апреля 1988 года на 40-й минуте матча с дублем «Торпедо» футболист москвичей Сергей Шустиков в подкате врезался Юрану в опорную ногу. В столкновении с игроком соперника Юран получил перелом голеностопа, после которого, как заявляли тогда врачи, лишь один из тысячи возвращается в футбол. Юран перенёс две операции, ему установили аппарат Илизарова, лечением занимался профессор Левинец. На восстановление после травмы ушло около года.
Осенью 1988 года Юран снова вышел на поле и в матче дублёров против «Арарата» в Ереване сделал хет-трик, а клуб одержал победу со счётом 4:3. Вскоре в игровой ситуации на тренировке столкнулся с Андреем Балем, в результате чего на кости той же ноги появилась трещина. Однако Юран не пал духом и через постоянные нагрузки на травмированную ногу восстановил своё здоровье. Кроме того, с помощью врача киевского «Динамо» Сергей сделал себе на Киевском протезном заводе щитки на заказ, которые облегали ногу со всех сторон.
Освоиться в динамовском дубле поначалу было непросто, но своей игрой и своим характером Сергею удалось заслужить признание в коллективе. Шефство над ним взяли Андрей Баль, Владимир Бессонов и Анатолий Демьяненко. Валерий Лобановский однажды лично распорядился отправить Сергея за нарушение «режима» в войсковую часть, в которой тому пришлось провести два месяца: чистил в наряде картофель и играл с сослуживцами в футбол. С помощью Бессонова и Демьяненко, Юран вернулся в «Динамо», где уже больше режим не нарушал.
В «Динамо» Сергей Юран получил своё прозвище «Барсик»:
Дело ещё в Киеве было, на сборах. Я на обед опоздал, смотрю, а на тарелке зелени нет. Ну, я и прошу официантку: «Девушка, принесите зелень, она для моего Барсика очень полезна». Мол, сами понимаете, что я имею в виду. Ну так, в шутку… Она засмущалась. А ребята все это дело услышали и прицепили.
В 1989 году продолжал играть за дубль, где забил 5 голов (забивал в августе-октябре), провёл 1 игру на Кубок Федерации футбола СССР (29 мая против «Шахтёра»), а в декабре впервые вышел в матче Кубка УЕФА — в домашней игре против итальянской «Фиорентины».
С 1990 года Юран — игрок основы «Динамо», один из ключевых нападающих клуба. В «Динамо» Сергей хорошо сдружился с Олегом Саленко, на поле игроки также составили сыгранный тандем, постоянно дополняя друг друга. По словам Юрана, самыми памятными матчами за «Динамо» были игры против «Спартака». 1 сентября 1990 года в домашнем матче Юран при счёте 1:1 своим ударом вывел «Динамо» вперёд, в итоге киевляне выиграли 3:1. В 1990 году он вместе с «Динамо» стал обладателем кубка и чемпионом СССР, благодаря хорошей игре за клуб он также дебютировал в первой сборной СССР.
Сезон 1991 года для «Динамо» открывался матчами на Кубке обладателей кубков — дома динамовцы потерпели поражение 2:3 от «Барселоны», зато ответная игра запомнилась яркой игрой Юрана. Сначала он открыл счёт в игре, а вскоре мог удвоить преимущество киевлян: в ходе контратаки последовал навес, Юран вбегал в штрафную и головой попытался перебросить Андони Субисаррету, но мяч лишь задел перекладину. Забить второй гол «Динамо» так и не смогло, более того — на последней минуте «Барселона» сравняла счёт.
Вскоре талантливым 20-летним нападающим начали серьёзно интересоваться на трансферном рынке. Юран даже написал было заявление о приёме на работу в «Спартак», однако в партийных ведомствах ему дали понять: уедешь — родственникам, оставшимся на Украине, несдобровать. За выступлением Юрана в сборной пристально следили также и иностранные селекционеры из многих клубов Европы. В 1991 году Свен-Ёран Эрикссон пригласил его в лиссабонскую «Бенфику», с которой Юран и подписал первый профессиональный контракт, в новом клубе к нему присоединился соотечественник, Василий Кульков. Юран провёл в основе «Динамо» полтора года, однако сам он высоко оценивал динамовский этап своей карьеры, называя тренеров Валерия Лобановского и Виктора Колотова своими главными футбольными учителями.

#### «Бенфика»
Первый же матч за «Бенфику» 18 сентября 1991 года сделал Сергея кумиром лиссабонских болельщиков. Забив 4 мяча мальтийскому «Хамрун Спартанс» (6:0) в Кубке европейских чемпионов, уроженец Луганска удостоился беспрецедентного комплимента от президента клуба: «Я люблю две вещи — футбол и театр. Так вот, сегодня я заплачу тебе в пять раз больше, потому что побывал в театре, театре одного актёра». Это был единственный в истории «покер» советского футболиста в матчах Кубка чемпионов (ещё три футболиста делали хет-трики — Эдуард Маркаров, Юрий Гаврилов и Виктор Сокол). На групповом этапе Юран встретился со своей бывшей командой, «Динамо». В Киеве киевляне победили «Бенфику» с минимальным счётом, правда, в Лиссабоне «орлы» взяли солидный реванш — 5:0. Сам Юран за последние десять минут матча оформил дубль. Тем не менее после игры он проводил бывших товарищей по команде в аэропорт. В том сезоне Сергей наряду с Жан-Пьером Папеном стал лучшим бомбардиром Кубка европейских чемпионов. Манеру игры Юрана зрители связали с политическими событиями в СССР: после путча, когда на улицы Москвы выехала военная техника, ему дали прозвище «Русский танк».
Тогдашний тренер лиссабонцев Свен-Ёран Эрикссон поддерживал Сергея, но в 1992 году команду возглавил Томислав Ивич, с которым у российских легионеров отношения не сложились. Кульков и Мостовой открыто критиковали тренера, за что были оштрафованы. Вместе с этим в команде возникли задержки с выплатой зарплаты. Вскоре в «Бенфику» обратились представители английского «Ньюкасла», которые готовы были выкупить футболиста. Юран был согласен на переход, но выдвинул главному тренеру «Ньюкасла» Кевину Кигану условие — годовая зарплата должна составлять не менее $1 млн. Англичане были согласны только на $500 тыс., но такую же зарплату Юран получал и в Португалии, где при этом более либеральное налогообложение. В итоге переход в «Ньюкасл» не состоялся.
В 1993 году «Бенфика» выиграла Кубок страны, обыграв в финале «Боавишту» со счётом 5:2, а в следующем сезоне стала чемпионом Португалии. После чемпионского сезона в команду пришёл новый тренер, Артур Жорже, который был настроен против легионеров, за исключением бразильцев, и сделал ставку на местных игроков. Юрану и его партнёру по «Бенфике» Василию Кулькову приходилось каждый день доказывать, что они, легионеры, не слабее португальских футболистов. В итоге Юран и Кульков решили перейти в ряды принципиального соперника «Бенфики», договорившись о контракте с президентом «Порту» Пинту Коштой во время похорон погибшего в автокатастрофе игрока «драконов» Руя Фелипе. Тренер «Порту» Бобби Робсон также хотел, чтобы футболисты играли за его клуб. За время, проведённое в «Бенфике» Юран, помимо игры на себя, научился тесно взаимодействовать с партнёром, меньше стал бегать с мячом и больше играть в пас, в частности хорошо сыгрался с Паулу Футре.

#### «Порту»
В «Порту» Сергей Юран играл под руководством знаменитого Бобби Робсона, переводчиком которого в те годы работал Жозе Моуринью. Робсон требовал от игроков независимо от результата отрабатывать на поле все 90 минут, настраивал на силовую, фланговую игру. Сезон 1994/95, проведённый в этом клубе, сам Юран считает одним из ярчайших в своей игровой карьере. «Порту» стал чемпионом страны, а в принципиальном матче с «Бенфикой» Юрану удалось забить гол в ворота своей бывшей команды. Несмотря на это, никто не свистел в его адрес, наоборот — аплодировали. Команды сыграли вничью 1:1.
Во время пребывания в «Порту» Сергей стал участником ДТП, его Mercedes 600 столкнулся с Honda Civic. Водитель Honda, родственник генпрокурора Португалии, будучи в сильном опьянении, грубо нарушил ПДД. После происшествия виновник ДТП пожаловался на боль в груди — вызвали «скорую», и по дороге в больницу он скончался. Футболист был признан невиновным, но расследование сопровождалось большим скандалом, поднятым прессой. Однако через пять лет дело пересмотрели, суд назначил Юрану наказание в виде одного года тюремного заключения условно, а также обязал его выплатить семье погибшего компенсацию в 3 млн эскудо (15000 долларов). По окончании сезона Юран принял предложение Олега Романцева помочь «Спартаку» в Лиге чемпионов и покинул Португалию.

#### «Спартак» Москва
«Спартак» с Юраном осенью 1995 года выдал в Лиге чемпионов серию из шести побед подряд в групповом этапе. В первых двух матчах против «Блэкберн Роверс» и «Легии» Юран забил по голу. На матч против «Русенборга» тренер выставил мало сыгранную пару Юрана и Кечинова, в итоге «Спартак» после первого тайма проигрывал 0:2. Тем не менее игроки сумели найти общий язык: Юран отдал несколько голевых передач, а Кечинов оформил дубль, в итоге «Спартак» отыгрался и победил соперника со счётом 4:2. Также Сергей Юран дебютировал в чемпионате России. Однако в конце сезона у «возвращенцев» «Спартака», среди которых были также Кульков и Черчесов, возникли разногласия с руководством клуба, и Юран решил покинуть Москву. Кроме того, у него были причины личного характера — он хотел чаще видеться со своей девушкой, которая жила в Англии.

#### «Миллуолл»
— Я влюбился в свою будущую жену, а она жила в Англии. Ради свиданий с Людмилой и согласился на второразрядный «Миллуолл».
Так Сергей Юран оказался в Лондоне, в клубе «Миллуолл» второго английского дивизиона. Хотя на Туманный Альбион Юран мог перебраться раньше. Ещё когда он был игроком «Бенфики», Кевин Киган приглашал его в «Ньюкасл Юнайтед». Однако трансфер не состоялся, так как «сороки» предложили Юрану такую же зарплату, как в «Бенфике» — его это не устроило. В «Миллуолле» футбол отошёл на второй план, уступив место личной жизни и вечеринкам в барах и дискотеках. Тем не менее Юрана уважали болельщики клуба. В одной из домашних игр у него произошла серьёзная стычка с темнокожим игроком команды противника, это понравилось фанатам клуба, которые считаются одними из самых радикальных в Англии. После этого инцидента болельщики почти в каждом матче признавали его лучшим игроком команды. В 13 матчах первенства на счету Юрана всего лишь один гол в ворота «Норвич Сити» (победа 2:1). Футболист находился не в лучшей спортивной форме, перестал вызываться в сборную, а после расставания с «Миллуоллом» некоторое время оставался без клуба.

#### «Фортуна» Дюссельдорф
Находясь в поисках нового клуба, Юран тренировался вместе с «Динамо» (Москва). В летнее межсезонье 1996 года к Юрану проявили интерес ряд немецких клубов, самым настойчивым из которых оказалась «Фортуна Дюссельдорф», которая арендовала Юрана. В итоге Сергей отправился вместе с супругой в Германию.
В «Фортуне» Юран играл вместе со своим давним партнёром ещё по молодёжной сборной Игорем Добровольским. В Дюссельдорфе в 1997 году у Юрана родился сын Артём, и футбольная карьера тоже начала налаживаться. За неполный сезон за «Фортуну» Юран забил 5 мячей и обратил на себя внимание Клауса Топпмёллера, тренера амбициозного новичка Бундеслиги «Бохума», кроме того, поступило ещё предложение от «Гамбурга». В итоге Юран оказался в «Бохуме», подписав контракт на 4 года.

#### «Бохум»
Сезон 1997/98 в «Бохуме» сложился для футболиста противоречиво. Юран снова стал постоянно выступать за сборную России, даже забил победный мяч в матче в Москве со сборной Франции в марте 1998 года. Кроме того, футболист опять стал играть в еврокубках. 30 сентября 1997 года в Кубке УЕФА Юран отметился дублем в матче с «Трабзонспором», его клуб выиграл со счётом 5:3 (6:5 в общей сложности). В следующем раунде Юран своим голом помог «Бохуму» отыграть выездное поражение с минимальным счётом от «Брюгге», его команда выиграла матч со счётом 4:1. Однако за вождение автомобиля в нетрезвом виде Юрана остановила немецкая полиция, и он был лишён водительских прав. Скандалы с участием футболиста, а также его частые отлучки в сборную стали причиной недовольства руководства немецкого клуба и тренера команды Клауса Топпмёллера, и в конце сезона контракт с Юраном был расторгнут. По окончании сезона 1998/1999 «Бохум» вылетел из Бундеслиги, и Юран, который уже не числился в клубе, даже пригрозился отправить по этому поводу «поздравительную» телеграмму Топпмёллеру, которого обвинял в своём фактическом выдворении из команды.

#### Возвращение в «Спартак»
В 1999 году Юран вновь оказался в московском «Спартаке». Пришёл Сергей в клуб с большими надеждами, однако выдержать многомесячные сборы на базе в Тарасовке 30-летнему футболисту было непросто. В этот сезон Юран забил всего 3 мяча, однако стал одним из лидеров команды по голевым передачам. Фанаты команды критиковали его за медлительность и приём мяча спиной к воротам. Летом Олег Романцев решил с ним расстаться. В сборную России Юран с тех пор также не вызывался. Полгода «Спартак» пытался продать дорогостоящего игрока, и лишь зимой австрийский «Штурм» выкупил его трансфер, подписав с ним контракт до конца сезона.

#### «Штурм» Грац
В «Штурме» Юран оказался вместе с соотечественником Рамизом Мамедовым и играл под руководством тренера Ивицы Осима. Австрийский клуб неплохо выступал в Лиге чемпионов, а Сергей Юран вновь выходил в основном составе клуба. В сезоне 2000/01 «Штурм» занял первое место в группе Лиги чемпионов с «Галатасараем», «Рейнджерс» и «Монако» при разнице мячей 9-12. На своём поле «Штурм» всех обыгрывал, а на выезде уступал с крупным счётом. В матчах с «Рейнджерс» и «Монако» команда Юрана пропустила по пять мячей. Но в то же время команда довольно уверенно обыгрывала всех дома. В заключительном туре в Стамбуле клуб сумел отобрать очки у «Галатасарая», сыграв вничью 2:2, и «Штурм» с первого места вышел во второй групповой раунд. Юран забил три гола: в обоих матчах с «Галатасараем» и в домашней игре с «Рейнджерс».
В матче чемпионата Австрии против ЛАСКа Юран в борьбе за мяч столкнулся в воздухе с игроком соперника и получил оскольчатый перелом лобной кости. Восемь месяцев футболист приходил в себя после этой тяжёлой травмы. Сначала принимал лекарства, которые несколько притупляли боль при нагрузках. Но через некоторое время выяснилось, что от сильнодействующих медикаментов ухудшились анализы крови, что свидетельствовало о новой проблеме — с почками. Тогда Юрану заказали на заводе специальную маску. Но и от этой идеи пришлось отказаться: при соприкосновении мяча с головой эта защита не спасала от боли. В итоге в 2001 году Сергей Юран завершил карьеру футболиста.

### Карьера в сборных

#### СССР и СНГ
В 1990 году, заявив о себе в киевском «Динамо», Юран начал привлекаться к матчам сборных команд страны. В составе молодёжной сборной СССР он стал победителем чемпионата Европы. В финальных матчах этого турнира была обыграна сильная сборная Югославии. Вскоре Юран дебютировал в первой сборной СССР. Первым матчем стала неофициальная встреча со сборной Израиля 9 октября 1990, в которой Юран забил два мяча. В ноябре 1990 года вместе со сборной Юран отправился турне по Центральной Америке, а в 1991 году принял участие в матчах отборочного турнира чемпионата Европы. Всего за сборную СССР Сергей Юран провёл 12 матчей и забил 2 гола.
После распада СССР на европейский чемпионат 1992 года отправилась созданная специально для участия в этом турнире сборная Содружества Независимых Государств под руководством тренера Анатолия Бышовца. Тренер сделал ставку на молодёжь, которая в 1990 году стала победителем молодёжного чемпионата Европы. Сборная СНГ оказалась в группе с действующим чемпионом мира Германией, действующим чемпионом Европы Нидерландами и с Шотландией. После двух ничьих с Германией и Голландией СНГ проиграло Шотландии со счётом 3:0 — сказалась недооценка соперника. Сергей Юран принял участие в двух матчах команды в финальном турнире, но отличиться забитыми мячами не сумел. Сборная покинула турнир уже после группового этапа. С учётом товарищеской игры со сборной Англии (29 апреля 1992), Юран провёл за сборную СНГ 3 матча.

#### Россия
Несмотря на то, что футболист родился на территории Украины, Юран предпочёл продолжить выступления за вновь созданную сборную России. В дебютном матче в Москве 14 октября 1992 года против сборной Исландии Юран забил единственный и победный гол.
17 ноября 1993 года, после матча сборной в Афинах, между рядом ведущих игроков и руководством Российского футбольного союза произошёл конфликт, результатом которого стал отказ некоторых футболистов, среди которых был и Юран, выступать за сборную. Свои требования футболисты зафиксировали в «Письме четырнадцати». Однако тренеру Павлу Садырину удалось уговорить нескольких игроков, в том числе и Сергея Юрана, отказаться от выдвинутых требований и вернуться в команду. В числе других футболистов, Юран принял участие в чемпионате мира 1994 года, сыграв на нём в одном матче против сборной Бразилии. По мнению Юрана, более сыграть на чемпионате ему не пришлось, поскольку Садырину он был не нужен как игрок, а в команду взяли, чтобы сгладить конфликт «14-ти». В итоге после прямого вопроса главному тренеру о смысле своего пребывания в сборной (после матча с Камеруном) был отчислен из команды.
По завершении чемпионата мира Юран больше года не вызывался в сборную. В конце 1995 года Юран перешёл в московский «Спартак» и тренер сборной, и, по совместительству, клуба Олег Романцев снова стал привлекать его к играм национальной команды. Однако в число футболистов, отправлявшихся на Евро-96 в Англии, Юран не попал (причем его фамилию вычеркнули из заявки перед самым отъездом), так как не смог восстановить прежнюю игровую форму.
15 августа 1997 года Юран заявил, что больше не будет играть за сборную, поскольку его игнорировал тренерский штаб Бориса Игнатьева. 5 сентября Юран заявил неожиданно о готовности вернуться в сборную в канун матча против Болгарии, однако Игнатьев был не в состоянии решить формальности, связанные с его приездом в сборную России. Он сыграл в обоих стыковых матчах против Италии, однако во второй встрече на 79-й минуте уступил место Владимиру Бесчастных. В ответной встрече в Неаполе Юран, по собственным словам, упустил верный момент для удара по воротам, который мог стать голевым: после передачи от Дмитрия Хохлова Юран намеревался пробить в дальний угол, надеясь поймать вратаря на противоходе, однако мяч попал в какую-то кочку, из-за чего момент был загублен. По словам Бориса Игнатьева, в первом стыковом матче Юран играл лучше, а в ответной встрече не смог перебороть усталость.
25 марта 1998 года Сергей Юран забил свой последний мяч за сборную, поразив ворота сборной Франции в товарищеском матче в Москве. Последний раз Юран вышел на поле в составе сборной 19 мая 1999 года в Туле в матче против Беларуси. Итого в 25 матчах за Россию Юран забил 5 мячей.
Всего в карьере за главные сборные под тремя разными флагами Сергей Юран провёл 40 матчей, забив при этом 7 голов.

## Стиль игры
Сильными сторонами Юрана было ведение мяча, настойчивость и голевое чутьё. Свой большой для футболиста вес (83 кг при росте 184 см) Юран превратил в преимущество, пользуясь им в противоборствах с соперником. Своим недостатком сам Юран считал плохую игру головой. Кроме того, он часто нарушал спортивный режим.
В «Динамо» перед Юраном ставилась задача получить мяч и «протащить на себе» защитников. В Португалии в игре Юрана стало меньше индивидуальных действий, улучшилось взаимодействие с партнёрами. Футболист стал меньше бегать с мячом и больше играть в пас. В «Динамо» Юран играл в нападении в связке с Олегом Саленко, в «Бенфике» Сергей образовал тандем с Паулу Футре, последнего он назвал своим лучшим партнёром по атаке.
Также в одном из интервью Юран признавался, что настоящий форвард должен быть хитрецом и даже артистом. Особенно это должно проявляться в умении упасть в штрафной противника, чтобы заработать пенальти, сказав: «Зарабатывать пенальти — тоже, если хотите, искусство».
Футбольный судья Сергей Хусаинов высоко ценил уровень игры Юрана. В матче 13 октября 1990 года чемпионата СССР в Киеве между киевским и минским «Динамо» (киевляне проиграли 2:3), в одном из эпизодов Юрана свалили в центральном круге. Подошедший к нему Хусаинов, расспросив Юрана о возможных болевых ощущениях, сказал ему: «Бьют только тех, кто играть умеет. Тех, кто не умеет, никто пальцем не трогает».

## Тренерская карьера

### Россия
Тренер всегда должен идти вперёд и в знаниях, и в, естественно, учёбе.
Юран никогда не скрывал, что мечтает в будущем стать футбольным тренером. Завершив карьеру, Юран возвратился в Москву и поступил в Высшую школу тренеров (ВШТ). В июне 2002 года Юран стал директором футбольной Академии московского «Спартака», а вскоре после этого — возглавил спартаковский дубль. С июня 2003 года «Спартак» после отставки Романцева возглавил Андрей Чернышов, а Сергей Юран стал помощником нового главного тренера. В сентябре 2003 года тогдашний президент красно-белых Андрей Червиченко за неудовлетворительные результаты уволил Чернышова и весь его тренерский штаб, в том числе и Юрана.
Осенью 2003 года Юран возглавил любительский футбольный клуб «Алмаз» из Москвы, состоявший в основном из воспитанников спартаковской футбольной Академии, и вывел его из третьего дивизиона во второй, заняв первое место в московской зоне.
В марте 2004 года Сергей Юран, по приглашению губернатора Ставропольского края Александра Черногорова, возглавил местный клуб «Динамо». Перед командой была поставлена задача выхода в Первый дивизион. По итогам сезона «Динамо» досрочно заняло в своей группе первое место, а также победило в Кубке ПФЛ, проводящемся среди победителей зон второго дивизиона. Когда подошло время прохождения процедуры лицензирования в ПФЛ для участия в первенстве России, выяснилось, что у «Динамо» есть долги на сумму около 16 млн рублей. В итоге 21 января клуб не прошёл лицензирование и лишился профессионального статуса, а Сергею Юрану и большинству ведущих игроков пришлось покинуть Ставрополь.
В 2005 году Сергей Юран продолжил обучение в ВШТ и защитил диплом.

### Прибалтика
В латвийский клуб «Диттон» из Даугавпилса, дебютант высшей лиги, Сергей Юран пришёл в январе 2006 года. Но уже в мае Юран покинул его, сославшись на невыполнение руководством продекларированных условий работы, перебои с выплатой заработной платы. Президент клуба Владислав Дриксне положительно отзывался о Юране, по его уходу из клуба «Диттон» опережали только «Вентспилс» и лиепайский «Металлург». После ухода Юрана некоторое время «Диттон» тренировал бывший партнёр Юрана по сборной Сергей Кирьяков, а в итоге клуб закончил чемпионат на рекордном для себя 5-м месте. Относительно самого Юрана ходили слухи, что он возглавит «Сконто», но он стал тренером эстонского ТФМК.
О переходе в ТФМК Юран договорился с президентом эстонского клуба Петром Сединым, его заработная плата составляла 4500 долларов в месяц. Юран занимал должность главного тренера клуба ТФМК с июля по ноябрь 2006 года. По итогам сезона ТФМК занял четвёртое место в чемпионате, выиграл Суперкубок Эстонии, взяв верх над «Флорой» со счётом 1:1 (3:2 по пенальти).

### Возвращение в Россию

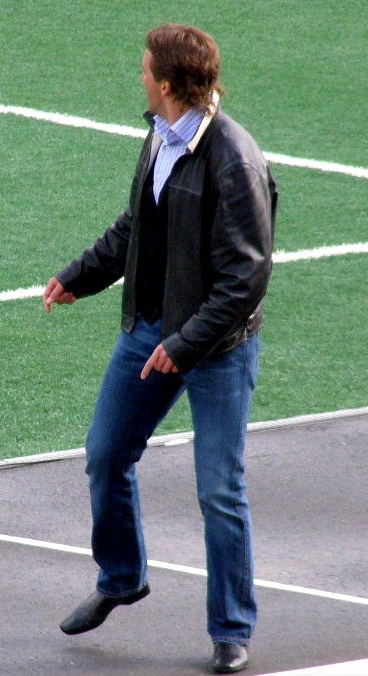
Сергей Юран на посту главного тренера «Шинника»

В ноябре 2006 года Сергей Юран принял приглашение возглавить команду первого российского дивизиона «Шинник» из Ярославля. Целью на сезон 2007 года руководители клуба и новый главный тренер назвали возвращение в Высший дивизион. С поставленной задачей команда уверенно справилась, завоевав повышение в главную лигу страны за несколько туров до окончания сезона. Это случилось в матче 39-го тура против «СКА Ростов-на-Дону», «Шинник» занимал первое место в турнирной таблице с отрывом от СКА в 44 очка, команду Юрана устраивала и ничья, в итоге игра завершилась со счётом 2:2. Однако 30 апреля 2008 года Юран был уволен с поста главного тренера футбольного клуба «Шинника», причиной увольнения стали неудовлетворительные результаты игры команды, хотя официальная формулировка звучала как «за нарушение контрактных обязательств». Сам Юран заявил, что клуб сам нарушил контракт, не расплатившись с ним за прошедший сезон.
Во время перерыва в чемпионате страны на первенство Европы Юран возглавил подмосковные «Химки». Задачу оставить клуб в Премьер-лиге Юран выполнил, добившись 14-го места, но был уволен в связи с окончанием контракта. По словам Юрана, в случае сохранения места в Премьер-лиге 1 декабря должен был вступить в силу другой контракт — сроком на два года. Однако этот договор не зарегистрировали в РФПЛ.

### Казахстан и Азербайджан
С января 2009 года Юран работал в астанинском «Локомотиве», он принял клуб за шесть дней до старта чемпионата. Перед командой была поставлена задача занять первое или второе место в лиге. Клуб справился с задачей, уступив в турнирной таблице лишь «Актобе». 20 сентября 2009 года Юран покинул клуб из-за задержки заработной платы.
В июле 2011 года назначен главным тренером азербайджанского «Симурга». После 20 матчей «Симург» занимал десятое место в Премьер-лиге, что совершенно не соответствовало предсезонным ожиданиям руководства. От зоны вылета «Симург» отделяли лишь четыре очка, при этом команда досрочно прекратила борьбу в кубке Азербайджана. В итоге 27 февраля 2012 года Юран расторг контракт с руководством клуба по обоюдному согласию. Вместе с ним тренерский штаб «Симурга» покинули его брат Юрий Юран и Игорь Ющенко.

### Второе возвращение в Россию
С 6 мая 2012 года Юран работал в «Сибири» из Новосибирска. После 25 матчей «Сибирь» занимала шестое место в первенстве ФНЛ, отставая от четвёртой позиции, дающей право на стыковые матчи за выход в Премьер-лигу, на два очка. С начала сезона клуб стал испытывать финансовые проблемы, что привело к уходу из команды ряда ведущих игроков. 16 марта 2013 года по обоюдному согласию сторон договор Юрана с клубом был расторгнут, ходили также слухи, что отставка тренера связана с его критикой системы «осень-весна».
29 декабря 2014 года подписал контракт с «Балтикой» на 2,5 года с задачей на оставшуюся часть сезона 2014/15 сохранения «Балтикой» места в ФНЛ. Стратегической целью был выход команды в Премьер-лигу не позднее 2017 года. По итогам сезона калининградский клуб занял 15-е место, что позволило ему остаться во втором по силе футбольном дивизионе России. 16 июня 2015 года Юран сообщил о том, что покидает калининградскую «Балтику» из-за сокращения финансирования клуба в четыре раза.

### «Мика» (Армения)
В январе 2016 подписал контракт с армянским клубом «Мика», рассчитанный до 1 июня. Юран вывел «Мику» в финал кубка Армении, где команда уступила со счётом 0:2 «Бананцу». После этого поражения контракт был разорван по обоюдному согласию, вместе с Юраном команду покинул президент Хорен Оганесян.

### Третье возвращение в Россию
В июне 2017 года возглавил в качестве главного тренера футбольный клуб «Зоркий» из подмосковного Красногорска. Команда включена в состав участников зоны Центр Профессиональной Футбольной Лиги России.
В январе 2020 года во второй раз в карьере стал главным тренером футбольного клуба «Химки». В первенстве ФНЛ команда под его руководством успела провести лишь два матча, после чего турнир был прерван из-за распространения коронавируса COVID-19. В дальнейшем турнир возобновлён не был, а поскольку «Химки» на тот момент занимали в турнирной таблице второе место, то команда автоматически получила право на участие в Премьер-лиге в следующем сезоне. При этом «Химки», ведомые Юраном, сумели выйти в финал Кубка России, где со счётом 0:1 уступили «Зениту». 1 августа 2020 года «Химки» объявили о прекращении сотрудничества с Юраном.
21 октября 2020 года назначен на должность главного тренера ФК «СКА-Хабаровск». В мае клуб продлил контракт на год — с возможной пролонгацией.
23 февраля 2022 года назначен на должность главного тренера подмосковных «Химок». 9 августа 2022 года был отправлен в отставку.
В апреле 2023 года стал главным тренером клуба РПЛ «Пари Нижний Новгород». 28 апреля 2024 года после разгромного поражения от «Ахмата», ставшего шестым подряд, был отправлен в отставку.

## Личная жизнь
Первой женой Юрана была Илона Чубарова, дочь администратора киевского «Динамо» Александра Чубарова. Продлившись чуть больше года, этот брак распался в 1991 году. Второй женой была гражданка Португалии, брак продлился несколько месяцев, но дал Юрану возможность получить португальское гражданство. Кроме португальского, у Юрана есть также российское и украинское гражданство.
Позже Юран женился в третий раз, жена Людмила работала на телеканале «НТВ-Плюс Футбол» ведущей передачи «Нефутбольные истории». С будущей женой Юран познакомился в 1991 году в Лиссабоне, когда Людмила в составе ансамбля народных танцев «Берёзка» приехала туда на гастроли — после представления Юран пригласил русских артистов на ужин. Когда Людмила стала постоянно проживать в Великобритании, ожидая получения вида на жительство, Юран каждые выходные летал к ней из Порту в Лондон. В команде даже поползли слухи о том, что футболист подыскал себе клуб в Англии и готовится к подписанию контракта. В конце концов, после перехода Юрана в лондонский «Миллуолл» они с Людмилой стали жить вместе, а после переезда в Германию поженились. Оба сына — Артём (род. 1997) и Роман (род. 2007) — занимаются футболом. Роман тренировался в школе ЦСКА, Артём до июня 2023 года выступал за «Химки».
В 2019 году Юран вместе с Дмитрием Сенниковым снялся во втором сезоне сериала «Вне игры».

## Статистика

### Игрок

#### Клубы
| Выступление           | Выступление      | Выступление      | Лига | Лига | Кубок | Кубок | Суперкубок | Суперкубок | Еврокубки | Еврокубки | Итого | Итого |
| Клуб                  | Лига             | Сезон            | Игры | Голы | Игры  | Голы  | Игры       | Голы       | Игры      | Голы      | Игры  | Голы  |
| --------------------- | ---------------- | ---------------- | ---- | ---- | ----- | ----- | ---------- | ---------- | --------- | --------- | ----- | ----- |
| Заря                  | Вторая лига      | 1985             | 1    | 0    | 0     | 0     | 0          | 0          | 0         | 0         | 1     | 0     |
| Заря                  | Вторая лига      | 1986             | 19   | 4    | 0     | 0     | 0          | 0          | 0         | 0         | 19    | 4     |
| Заря                  | Первая лига      | 1987             | 35   | 6    | 1     | 0     | 0          | 0          | 0         | 0         | 36    | 6     |
| Заря                  | Итого            | Итого            | 55   | 10   | 1     | 0     | 0          | 0          | 0         | 0         | 56    | 10    |
| Динамо (Киев)         | Высшая лига      | 1989             | 0    | 0    | 1     | 0     | 0          | 0          | 0         | 0         | 1     | 0     |
| Динамо (Киев)         | Высшая лига      | 1990             | 13   | 9    | 2     | 0     | 0          | 0          | 3         | 4         | 18    | 13    |
| Динамо (Киев)         | Высшая лига      | 1991             | 18   | 6    | 0     | 0     | 0          | 0          | 2         | 1         | 20    | 7     |
| Динамо (Киев)         | Итого            | Итого            | 31   | 15   | 3     | 0     | 0          | 0          | 5         | 5         | 39    | 20    |
| Бенфика               | Примейра         | 1991/1992        | 21   | 7    | 3     | 1     | 2          | 0          | 9         | 7         | 35    | 15    |
| Бенфика               | Примейра         | 1992/1993        | 22   | 8    | 4     | 3     | 0          | 0          | 6         | 2         | 32    | 13    |
| Бенфика               | Примейра         | 1993/1994        | 20   | 4    | 2     | 1     | 2          | 0          | 5         | 1         | 29    | 6     |
| Бенфика               | Итого            | Итого            | 63   | 19   | 9     | 5     | 4          | 0          | 20        | 10        | 96    | 34    |
| Порту                 | Примейра         | 1994/1995        | 23   | 4    | 0     | 0     | 0          | 0          | 2         | 1         | 25    | 5     |
| Порту                 | Итого            | Итого            | 23   | 4    | 0     | 0     | 0          | 0          | 2         | 1         | 25    | 5     |
| Спартак (Москва)      | Высшая лига      | 1995             | 8    | 2    | 1     | 1     | 0          | 0          | 5         | 3         | 14    | 6     |
| Спартак (Москва)      | Итого            | Итого            | 8    | 2    | 1     | 1     | 0          | 0          | 5         | 3         | 14    | 6     |
| Миллуолл              | Первый дивизион  | 1995/1996        | 13   | 1    | 0     | 0     | 0          | 0          | 0         | 0         | 13    | 1     |
| Миллуолл              | Итого            | Итого            | 13   | 1    | 0     | 0     | 0          | 0          | 0         | 0         | 13    | 1     |
| Фортуна (Дюссельдорф) | Бундеслига       | 1996/1997        | 16   | 5    | 1     | 0     | 0          | 0          | 0         | 0         | 17    | 5     |
| Фортуна (Дюссельдорф) | Итого            | Итого            | 16   | 5    | 1     | 0     | 0          | 0          | 2         | 1         | 19    | 6     |
| Бохум                 | Бундеслига       | 1997/1998        | 23   | 4    | 1     | 0     | 0          | 0          | 4         | 3         | 28    | 7     |
| Бохум                 | Итого            | Итого            | 23   | 4    | 1     | 0     | 0          | 0          | 4         | 3         | 28    | 7     |
| Спартак (Москва)      | Высшая лига      | 1999             | 18   | 3    | 0     | 0     | 0          | 0          | 0         | 0         | 18    | 3     |
| Спартак (Москва)      | Итого            | Итого            | 18   | 3    | 0     | 0     | 0          | 0          | 0         | 0         | 18    | 3     |
| Штурм                 | Бундеслига       | 1999/2000        | 11   | 3    | 0     | 0     | 0          | 0          | 0         | 0         | 11    | 3     |
| Штурм                 | Бундеслига       | 2000/2001        | 15   | 3    | 0     | 0     | 0          | 0          | 10        | 3         | 25    | 6     |
| Штурм                 | Итого            | Итого            | 26   | 6    | 0     | 0     | 0          | 0          | 10        | 3         | 36    | 9     |
| Всего за карьеру      | Всего за карьеру | Всего за карьеру | 276  | 69   | 16    | 6     | 4          | 0          | 48        | 26        | 344   | 101   |

#### Сборные
| 01 | 9 октября 1990   | Москва             | Израиль           | 3:0 | Товарищеский матч       | (2) |
| 02 | 21 ноября 1990   | Порт-оф-Спейн      | США               | 0:0 | Товарищеский матч       |     |
| 03 | 23 ноября 1990   | Порт-оф-Спейн      | Тринидад и Тобаго | 2:0 | Товарищеский матч       |     |
| 04 | 30 ноября 1990   | Гватемала          | Гватемала         | 3:0 | Товарищеский матч       |     |
| 05 | 6 декабря 1991   | Глазго             | Шотландия         | 1:0 | Товарищеский матч       |     |
| 06 | 27 марта 1991    | Франкфурт-на-Майне | Германия          | 1:2 | Товарищеский матч       |     |
| 07 | 17 апреля 1991   | Будапешт           | Венгрия           | 1:0 | Евро 1992, квалификация |     |
| 08 | 29 мая 1991      | Москва             | Республика Кипр   | 4:0 | Евро 1992, квалификация |     |
| 09 | 13 июня 1991     | Гётеборг           | Швеция            | 3:2 | Товарищеский матч       | Гол |
| 10 | 16 июня 1991     | Стокгольм          | Италия            | 1:1 | Товарищеский матч       |     |
| 11 | 28 августа 1991  | Осло               | Норвегия          | 1:0 | Евро 1992, квалификация |     |
| 12 | 25 сентября 1991 | Москва             | Венгрия           | 2:2 | Евро 1992, квалификация |     |
| 13 | 13 ноября 1991   | Ларнака            | Республика Кипр   | 3:0 | Евро 1992, квалификация | Гол |

| 01 | 29 апреля 1992 | Москва     | Англия     | 2:2 | Товарищеский матч         | (2) |
| 02 | 15 июня 1992   | Гётеборг   | Нидерланды | 0:0 | Евро 1992, групповой этап |     |
| 03 | 18 июня 1992   | Норрчепинг | Шотландия  | 0:3 | Евро 1992, групповой этап |     |

| 01 | 14 октября 1992 | Москва        | Исландия          | 1:0 | ЧМ 1994, квалификация   | Гол |
| 02 | 28 октября 1992 | Москва        | Люксембург        | 2:0 | ЧМ 1994, квалификация   | Гол |
| 03 | 14 апреля 1993  | Люксембург    | Люксембург        | 4:0 | ЧМ 1994, квалификация   |     |
| 04 | 28 апреля 1993  | Москва        | Венгрия           | 4:0 | ЧМ 1994, квалификация   | Гол |
| 05 | 23 мая 1993     | Москва        | Греция            | 1:1 | ЧМ 1994, квалификация   |     |
| 06 | 2 июня 1993     | Рейкьявик     | Исландия          | 1:1 | ЧМ 1994, квалификация   |     |
| 07 | 28 июля 1993    | Кан           | Франция           | 1:3 | Товарищеский матч       |     |
| 08 | 8 сентября 1993 | Будапешт      | Венгрия           | 3:1 | ЧМ 1994, квалификация   |     |
| 09 | 6 октября 1993  | Эр-Рияд       | Саудовская Аравия | 2:4 | Товарищеский матч       |     |
| 10 | 17 ноября 1993  | Афины         | Греция            | 0:1 | ЧМ 1994, квалификация   |     |
| 11 | 20 апреля 1994  | Бурса         | Турция            | 1:0 | Товарищеский матч       |     |
| 12 | 20 июня 1994    | Сан-Франциско | Бразилия          | 0:2 | ЧМ 1994, групповой этап |     |
| 13 | 11 октября 1995 | Москва        | Греция            | 2:1 | Евро 1996, квалификация |     |
| 14 | 15 ноября 1995  | Москва        | Финляндия         | 3:1 | Евро 1996, квалификация |     |
| 15 | 7 февраля 1996  | Валлетта      | Мальта            | 2:0 | Товарищеский матч       |     |
| 16 | 25 мая 1996     | Доха          | Катар             | 5:2 | Товарищеский матч       |     |
| 17 | 11 октября 1997 | Москва        | Болгария          | 4:2 | ЧМ 1998, квалификация   | Гол |
| 18 | 29 октября 1997 | Москва        | Италия            | 1:1 | ЧМ 1998, квалификация   |     |
| 19 | 15 ноября 1997  | Неаполь       | Италия            | 0:1 | ЧМ 1998, квалификация   |     |
| 20 | 18 февраля 1998 | Афины         | Греция            | 1:1 | Товарищеский матч       |     |
| 21 | 25 марта 1998   | Москва        | Франция           | 1:0 | Товарищеский матч       | Гол |
| 22 | 22 апреля 1998  | Москва        | Турция            | 1:0 | Товарищеский матч       |     |
| 23 | 19 августа 1998 | Эребру        | Швеция            | 0:1 | Товарищеский матч       |     |
| 24 | 27 марта 1999   | Ереван        | Армения           | 3:0 | Евро 2000, квалификация |     |
| 25 | 19 мая 1999     | Тула          | Беларусь          | 1:1 | Товарищеский матч       |     |

### Тренер
| Команда              | Начало работы   | Окончание работы | Результаты | Результаты | Результаты | Результаты | Результаты |
| Команда              | Начало работы   | Окончание работы | И          | В          | Н          | П          | % побед    |
| -------------------- | --------------- | ---------------- | ---------- | ---------- | ---------- | ---------- | ---------- |
| Динамо (Ставрополь)  | 4 марта 2004    | 19 января 2005   | 32         | 28         | 1          | 3          | 087,50     |
| Диттон               | 1 января 2006   | 31 мая 2006      | 9          | 4          | 4          | 1          | 044,44     |
| ТФМК                 | 29 июля 2006    | 31 декабря 2006  | 27         | 15         | 6          | 6          | 055,56     |
| Шинник               | 27 ноября 2006  | 30 апреля 2008   | 50         | 28         | 11         | 11         | 056,00     |
| Химки                | 26 мая 2008     | 30 ноября 2008   | 20         | 5          | 5          | 10         | 025,00     |
| Локомотив (Астана)   | 16 февраля 2009 | 20 сентября 2009 | 25         | 18         | 0          | 7          | 072,00     |
| Симург               | 19 июля 2011    | 27 февраля 2012  | 20         | 5          | 4          | 11         | 025,00     |
| Сибирь               | 6 мая 2012      | 16 марта 2013    | 25         | 10         | 8          | 7          | 040,00     |
| Балтика              | 29 декабря 2014 | 15 июня 2015     | 13         | 4          | 4          | 5          | 030,77     |
| Мика                 | 20 января 2016  | 5 мая 2016       | 13         | 5          | 3          | 5          | 038,46     |
| Зоркий               | 12 июля 2017    | 26 января 2020   | 73         | 32         | 12         | 29         | 043,84     |
| Химки                | 27 января 2020  | 1 августа 2020   | 5          | 3          | 1          | 1          | 060,00     |
| СКА-Хабаровск        | 21 октября 2020 | 23 февраля 2022  | 54         | 25         | 11         | 18         | 046,30     |
| Химки                | 23 февраля 2022 | 10 августа 2022  | 18         | 8          | 4          | 6          | 044,44     |
| Пари Нижний Новгород | 4 апреля 2023   | 28 апреля 2024   | 43         | 13         | 6          | 24         | 030,23     |
| Всего                | Всего           | Всего            | 427        | 203        | 80         | 144        | 047,54     |

## Достижения

### Командные

#### В качестве футболиста
Молодёжная сборная СССР
- Чемпион Европы: 1990

«Динамо» Киев
- Чемпион СССР: 1990
- Обладатель Кубка СССР: 1990

«Бенфика»
- Чемпион Португалии: 1993/94
- Обладатель Кубка Португалии: 1993

«Порту»
- Чемпион Португалии: 1994/95

«Спартак» Москва
- Чемпион России: 1999

#### В качестве тренера
«Алмаз» (Москва)
- Победитель Первенства КФК (зона «Москва»): 2003

«Динамо» (Ставрополь)
- Победитель Второго дивизиона (зона «Юг»): 2004
- Обладатель Кубка ПФЛ (Абсолютный победитель первенства России по футболу среди команд клубов второго дивизиона): 2004

ТФМК
- Обладатель Суперкубка Эстонии: 2006[78][79]

«Шинник»
- Победитель Первого дивизиона: 2007

«Химки»
- Финалист Кубка России: 2019/20

### Личные
- Мастер спорта СССР международного класса: 1990
- Футболист года на Украине: 1990
- В референдуме еженедельника «Футбол-Хоккей» по определению лучшего футболиста СССР занял второе место: 1990
- Лучший бомбардир Кубка европейских чемпионов: 1991/92 (7 голов)
- В списке 33 лучших футболистов сезона в СССР: № 1 — 1991